# Pilidiostigma tetramerum
Pilidiostigma tetramerum là một loài thực vật có hoa trong Họ Đào kim nương. Loài này được L.S.Sm. miêu tả khoa học đầu tiên năm 1959.